# Ruperče
Ruperče – wieś w Słowenii, w gminie miejskiej Maribor. W 2018 roku liczyła 395 mieszkańców. 